# Labiobarbus lamellifer
Labiobarbus lamellifer és una espècie de peix cipriniforme de la família dels ciprínids que es troba a l'est de Borneo.